# 南京木蓝
南京木蓝（学名：Indigofera chenii）为豆科木蓝属下的一个种。

## 扩展阅读
- 維基物種上的相關：南京木蓝